# Янссон, Карл
Карл Эмануэль Янссон (швед. Karl Emanuel Jansson; 7 июля 1846[…], Финстрём, Аландские острова, Великое княжество Финляндское — 1 июня 1874[…], Йомала, Аландские острова, Великое княжество Финляндское) — финский художник-портретист, академик Императорской Академии художеств.

## Биография
Родился 7 июля 1846 года в Финстрёме, на Аландских островах в Великом княжестве Финляндском.
C 1860 по 1862 годы обучался в центральной художественно-промышленной школе рисования Финского художественного общества в Або.
С 1862 по 1867 году продолжил обучение в Стокгольме в Королевской академии свободных искусств у Йохана Фредрика Хёкерта.
Академик Императорской Академии художеств (1873) за картину «Аландское сватовство».
Скончался 1 июня 1874 года в Йомала от туберкулёза.

## Творчество
За короткий, но яркий период творческой активности, известность художнику принесли ряд мастерски выполненных полотен на историко-патриотические темы, а также серия жанровых работ («Рыбаки в избе, играющие в карты» («Туз треф»), 1871. Масло, холст, 56 x 68. Хельсинки, Музей Атенеум).

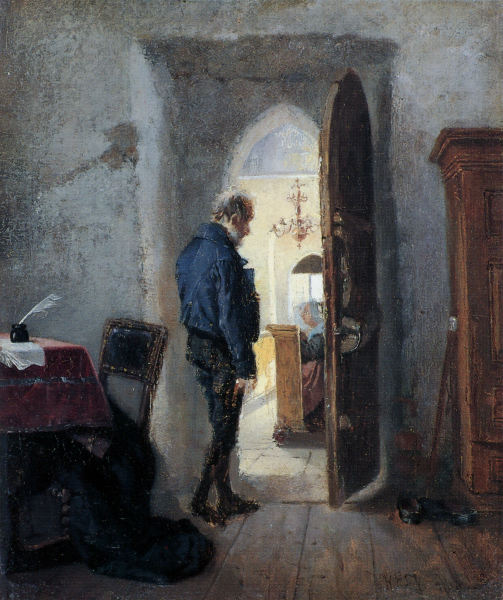
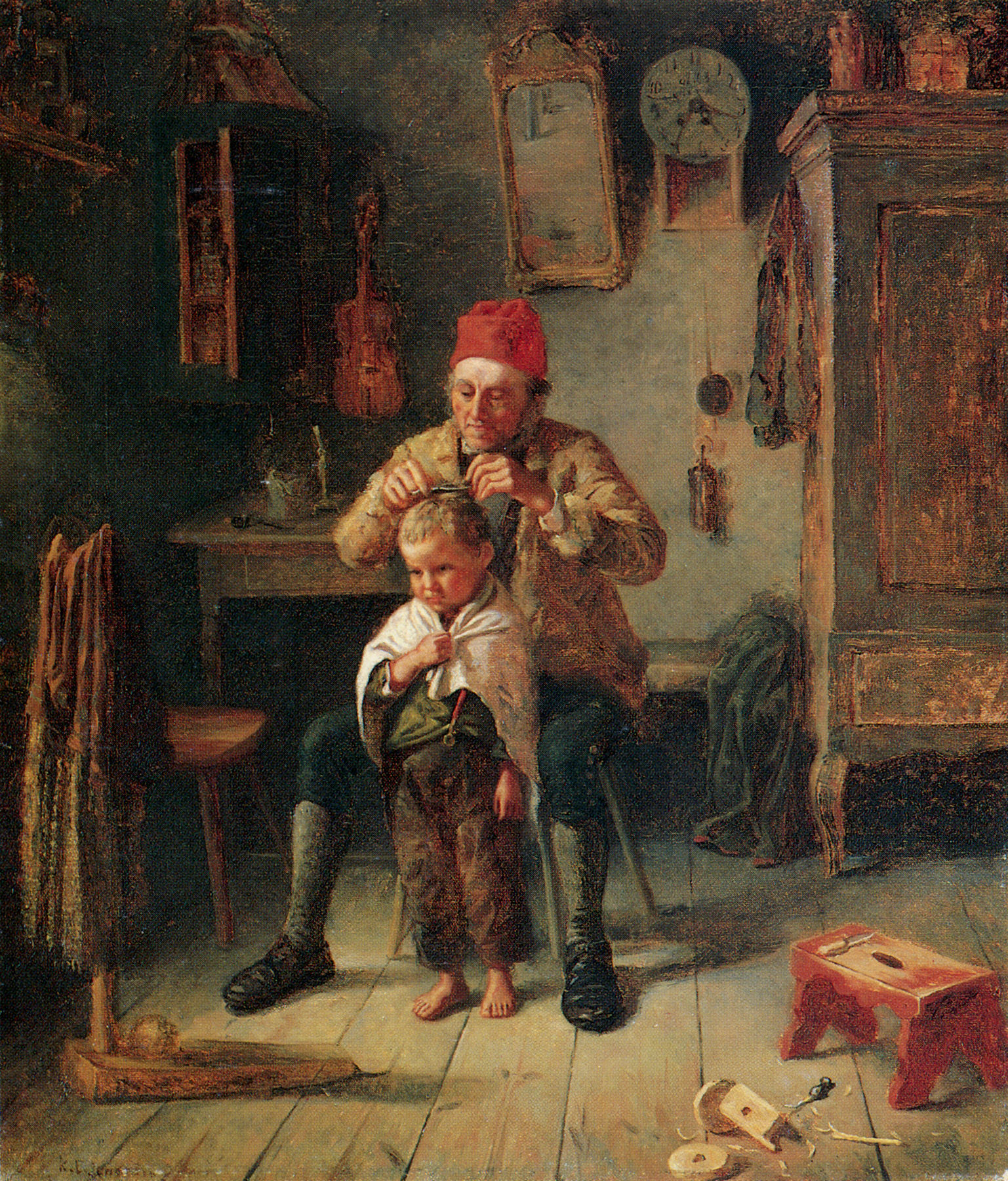
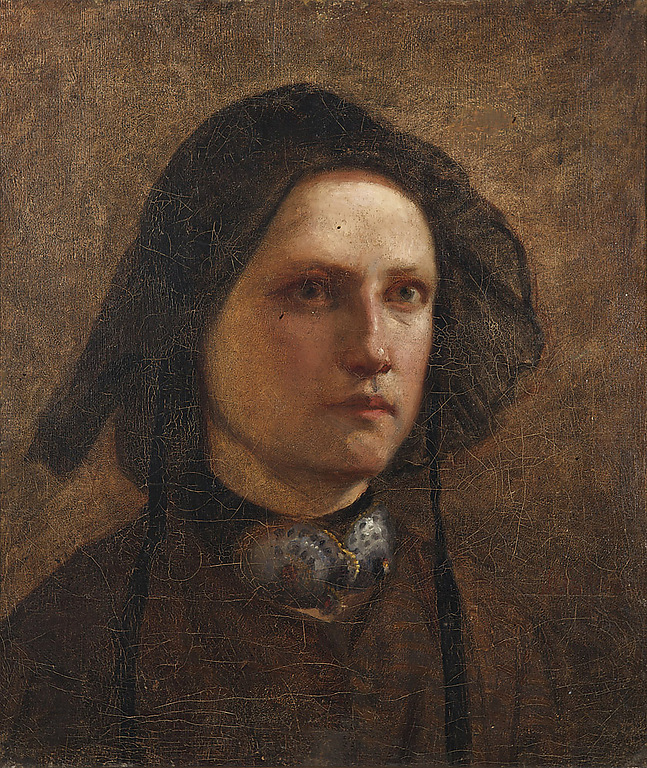
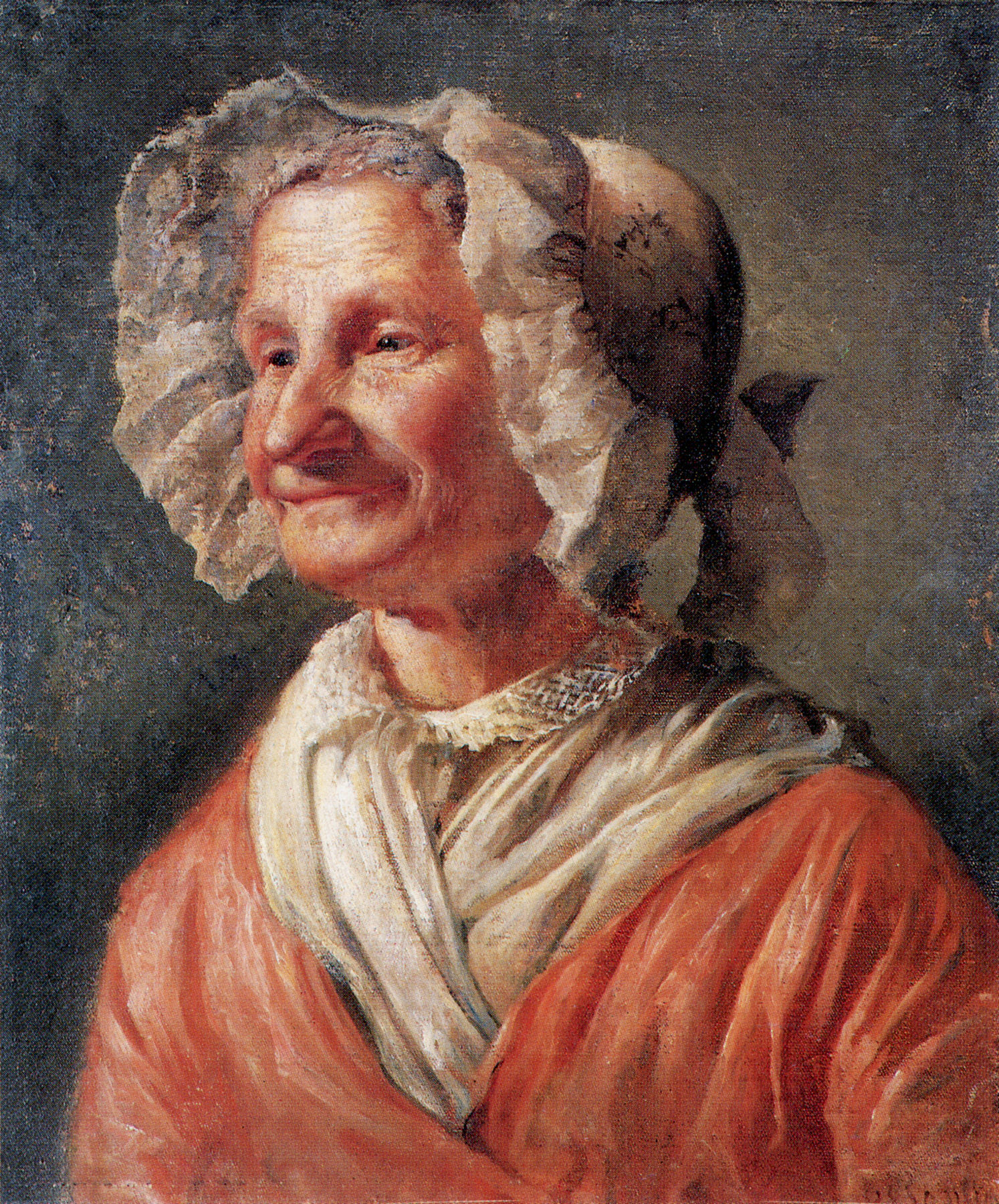